# Mihai-Viorel Fifor
Mihai-Viorel Fifor (n. 10 mai 1970, Turnu Severin, România) este un senator român, ales în județul Dolj în legislatura 2012–2016 și în județul Arad în legislatura 2016–2020. O analiză din iunie 2025, realizată de Europa Liberă, relevă că ea s‑a aflat printre cei 17 parlamentari care dețin proprietăți în București sau județul Ilfov și care, în același timp, încasau chirii de la stat.

## Biografie
Fifor a absolvit Facultatea de Litere și Istorie a Universității din Craiova, este licențiat în filologie și deține un master în literatură română si un master in management. În anul 2003, Fifor a devenit doctor în antropologie socială.
Au apărut recent comentarii car pun în evidenta unele inadverțente prezente în declarațiile de studii și titluri universitare ale lui Mihai Fifor.